# Shelly Yachimovich
Shelly Yachimovich (Hebreeuws: שלי יחימוביץ׳) (Kefar Sava,  28 maart 1960) is een Israëlisch politica en van 2011 tot 2013 leider van de Israëlische Arbeidspartij. Voorheen was ze werkzaam als journalist, schrijver, radio- en televisiepresentator.
Yachimovich is een progressieve sociaaldemocraat.

## Achtergrond
Shelly Yachimovich is geboren te Kefar Saba, een stad in de Sharonvlakte. Haar ouders Moshe en Hanna Yachimovich zijn Poolse overlevenden van de Holocaust. In 1985 behaalde zij een Bachelor in de Gedragswetenschappen waarna zij in Beersjeva aan de slag ging bij een Israëlische burgerrechtenbeweging. Aldaar begon ze als journalist te werken voor een lokale krant. In 1986 werd ze correspondente voor de Israëlische radio-omroep. De onderwerpen die ze behandelde waren arbeid, economie en politiek. In 2000 ging ze voor de commerciële zender Kanaal 2 werken waar ze verscheidene nieuwsmagazines presenteerde.

## Politieke loopbaan
In 2005 deelde ze mee dat ze politiek actief zou worden. Een jaar later, in 2006, werd ze voor het eerst verkozen in de Israëlische Knesset. In het jaar 2011 werd ze leider van de Arbeidspartij. Ondanks het relatieve succes bij de verkiezingen voor de 19e Knesset in 2013 - ze haalde 15 zetels oftewel twee meer dan in 2009 - maakt ze geen deel uit van de regering. Yachimovich zit met de Arbeidspartij in de oppositie. Op 21 november 2013 verloor ze de interne partijverkiezingen van Yitzhak Herzog. In januari 2019 benoemde Avi Gabbai haar tot leider van de oppositie in de Knesset.

## Privé
Yachimovich leeft gescheiden van haar ex-man met wie ze nog goede banden heeft. Samen hebben ze twee kinderen.